# Sri-lankische Badmintonmeisterschaft 1965
Die Sri-lankische Badmintonmeisterschaft 1965 war die 13. Austragung der nationalen Titelkämpfe im Badminton in Sri Lanka. Sie fand in Colombo statt.

## Sieger und Finalisten
| Disziplin    | Gold                                  | Silber                        |
| ------------ | ------------------------------------- | ----------------------------- |
| Herreneinzel | L. R. Ariyananda                      | Sam Chandrasena               |
| Dameneinzel  | Lucky Dharmasena                      | C. Wijesingha                 |
| Herrendoppel | Gerry Chandrasena A. R. L. Wijesekera | Ranjit de Silva K. Vijendra   |
| Damendoppel  | Lucky Dharmasena Nilanthi Kannangara  | C. Wijesingha P. Ramachandran |
| Mixed        | Sam Chandrasena Lucky Dharmasena      | Ranjit de Silva C. Wijesingha |